# Lejeunea denudata
Lejeunea denudata là một loài Rêu trong họ Lejeuneaceae. Loài này được (Pearson) J.J. Engel mô tả khoa học đầu tiên năm 1975.